# صادق احسانبخش
صادق احسانبخش (۱۳۰۹ – ۱۴ خرداد ۱۳۸۰) از نمایندگان ولی فقیه در گیلان و امام جمعه رشت بود. او از پاییز ۱۳۵۹ تا ۱۳۸۰ این مقام را دارا بود.
وی در روستای لیفشاگرد از بخش تولمات شهرستان صومعه‌سرا به دنیا آمد. در سال ۱۳۲۴ به رشت رفت و دوره مقدماتی حوزه را در آنجا فرا گرفت و در سال ۱۳۲۷ دوره سطح و خارج را در قم گذرانید و پس از آن در سال ۱۳۳۲ وارد دانشکده معقول و منقول شد و موفق به اخذ درجه لیسانس از دانشگاه تهران گردید. وی در سال ۱۳۴۰ از طرف خمینی مجاز به دریافت وجوه شرعی و تصدی در امور حسبیه شد.
صادق احسانبخش همچنین در سال ۱۳۵۸ از سوی خمینی کنترل سفارت‌خانه‌ها و کنسولگریهای ایران در پاکستان، هند و بنگلادش را بر عهده گرفت.
وی در ساخته شدن مدرسه «آیه الله احسان بخش» که به نام مدرسه دین و دانش نیز شناخته می‌شود نقش داشت.
صادق احسانبخش در ۲۶ فروردین ۱۳۶۱ در مسجد کاسه‌فروشان رشت ترور شد و دچار مصدومیت شدید گردید.
وی در ۱۴ خرداد ۱۳۸۰ درگذشت و در مصلی امام خمینی رشت که خود مؤسس و بنیانگذار آن بود به خاک سپرده شد. خامنه‌ای، رهبر جمهوری اسلامی در پیامی درگذشت وی را تسلیت گفت.